# Trazador polar

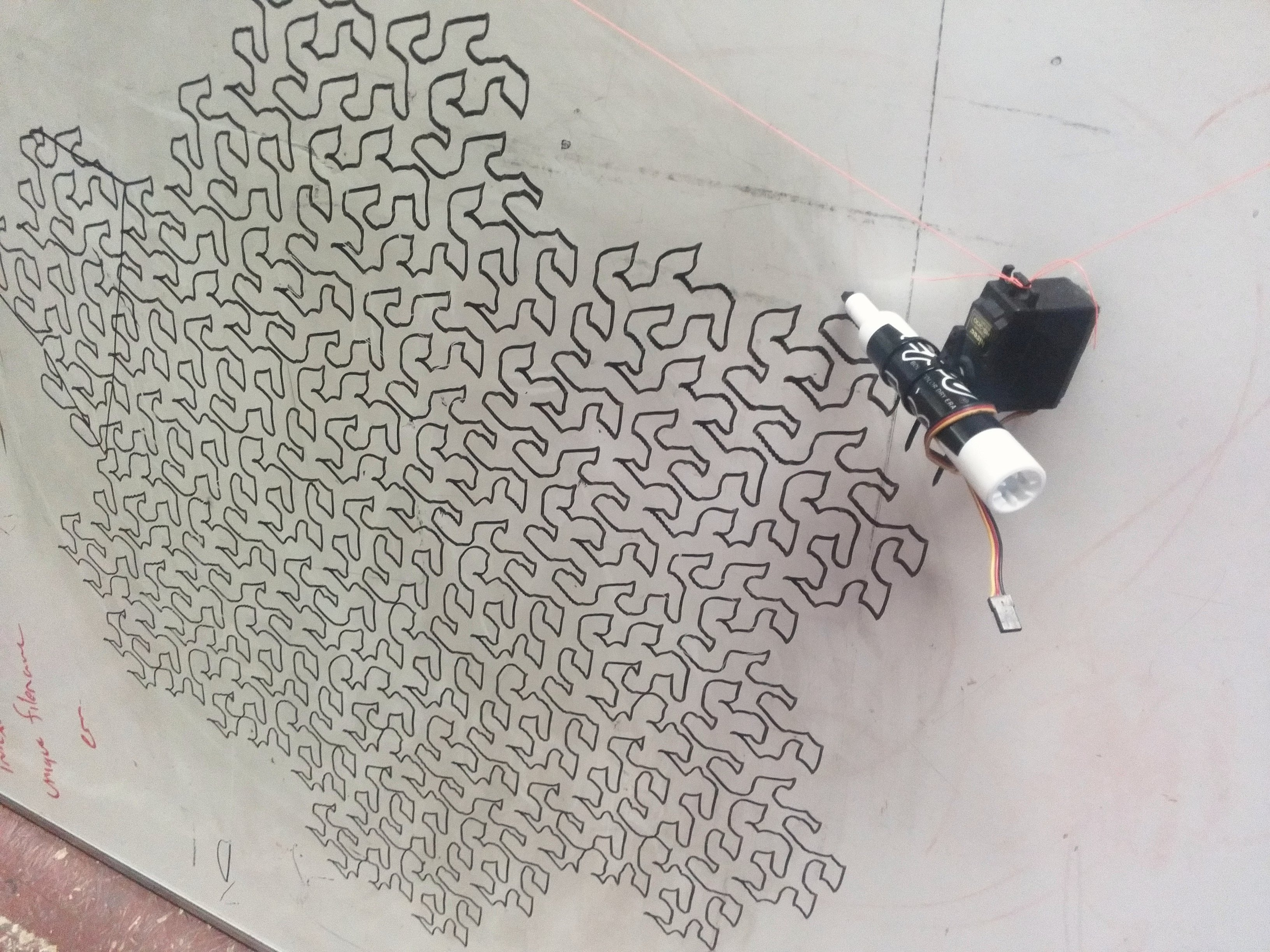
Una curva de Gosper en su cuarta etapa dibujada con un trazador polar sobre una pizarra blanca.

Un trazador polar también conocido como polargraph o Kritzler es un trazador que usa coordenadas bipolares para producir dibujos vectoriales usando una pluma suspendida de cuerdas conectadas a dos poleas en la parte superior de la superficie de trazado.  Esto le da dos grados de libertad y le permite escalar dibujos bastante grandes simplemente moviendo los motores más lejos y usando cuerdas más largas. El sistema ha sido utilizado por varios artistas y creadores: 
- Jürg Lehni y Uli Franke (2002)[1]
- Ben Leduc-Mills (2010)[2]
- Alex Weber (2011)[3]
- Harvey Moon[4]
- Sandy Nobel (2012)[5]